# Професор Х
Професор Чарлз Екзевиър (на английски: Professor Charles Xavier), познат още и като Професор Х (Professor X) е измислен герой на Марвел Комикс. Известен е с основаването на Х-Мен. Създаден е от писателя Стан Лий и художника Джак Кърби. Първата му поява е в Х-Мен #1 през септември 1963 г.
Патрик Стюарт изпълнява ролята му в игралните филми за Х-Мен, както и го озвучава в някои видеоигри, базирани на поредицата. Първата му поява е в Марвел Супергерои, в епизод за Принц Намор Подводния. Главният злодей в този епизод е Доктор Дуум. Поява се в някой епизоди на Спайдърмен и невероятните му приятели. Озвучава се от Стан Джоунс. В пилотния епизод на Гордостта на Х-Мен от 1989 година се озвучава от Джон Стивънсън. През 1992 г. е направен анимационен сериал по комиксовата поредица със същото име, където лидера на групата се озвучава от британския актьор Седрик Смит. Седрик Смит го озвучава в два епизода на Спайдърмен: Анимационният сериал през 1995 г. В Х-Мен: Еволюция (X-men: Evolution) се озвучава от Дейвид Кей (който също така озвучава и Апокалипсис). Във Върколак и Х-Мен (Wolverine and the X-Men) се озвучава от Джим Уорд. Уорд го озвучава отново в The Super Hero Squad Show.